# وكالة ديرك جنتلي للتحقيقات الشمولية (رواية)
وكالة ديرك جنتلي للتحقيقات الشمولية (بالإنجليزية: Dirk Gently's Holistic Detective Agency)‏ هي رواية بوليسية ساخرة للكاتب الإنجليزي دوغلاس آدامز، نشرت عام 1987، لأول مرة عن دار نشر وليام هاينيمان في المملكة المتحدة وبوكيت بوكس في الولايات المتحدة.